# Lycaste groganii
Lycaste groganii är en orkidéart som beskrevs av E.Cooper. Lycaste groganii ingår i släktet Lycaste och familjen orkidéer. Inga underarter finns listade i Catalogue of Life.